# SkySails
SkySails è un'azienda tedesca con sede ad Amburgo che realizza vele che, sfruttando il vento ad alta quota, aiutano le navi nel loro tragitto consentendo di risparmiare carburante.
Le vele, simili a quelle impiegate nel kitesurfing, vengono collegate alla nave tramite un cavo che permette di raccogliere il vento a una quota di 100-300 metri dove soffia più forte. Possono essere applicate a navi cargo, panfili e grandi pescherecci.
Secondo dati forniti dalla compagnia, il risparmio di carburante sarebbe compreso fra il 10% e il 35% con punte fino al 50% in condizioni ottimali.
Dopo un investimento iniziale di 500 000 euro, il risparmio di carburante per un cargo sarebbe di circa 1200 euro al giorno.

## Storia
La SkySails GmbH & Co. KG viene fondata nel 2001 da Stephan Wrage e Thomas Meyer.
Nel dicembre 2007 la Beluga Skysails è stata la prima nave ad essere equipaggiata con una vela di questo tipo nel tragitto fra Bremerhaven in Germania e Guanta in Venezuela. Durante questo viaggio il risparmio di carburante fu del 10%-15%
Dopo la Beluga (133 metri), le vele sono state installate e testate anche sulla Michael A e sulla Theseus (90 metri).